# وزير الدفاع (العراق)
وزير الدفاع العراقي أعلى منصب في وزارة الدفاع العراقي، يعتبر المدير التنفيذي للوزارة، يعين من قَبل رئيس الوزراء العراقي، كما يعتبر القائد للقوات المسلحة العراقية، أول وزير دفاع جعفر العسكري الذي أصبح أول وزير دفاع عراقي في المملكة العراقية، شاغل المنصب ثابت محمد العباسي (حالياً).

## قائمة وزراء الدفاع

### وزراء الدفاع (1920-1933)
| الاسم | الاسم              | صورة | مدة عضوية      | مدة عضوية      | حزب سياسي | رئيس الوزراء | رئيس الوزراء               |
| ----- | ------------------ | ---- | -------------- | -------------- | --------- | ------------ | -------------------------- |
|       | جعفر العسكري       |      | 23 أكتوبر 1920 | 16 نوفمبر 1922 | مستقل     |              | عبد الرحمن الكيلاني النقيب |
|       | نوري السعيد        |      | 20 نوفمبر 1922 | 2 أغسطس 1924   | مستقل     |              |                            |
|       | ياسين الهاشمي      |      | 2 أغسطس 1924   | 2 يونيو 1925   | مستقل     |              |                            |
|       | نوري السعيد        |      | 26 يونيو 1925  | 8 يناير 1928   | مستقل     |              |                            |
|       | عبد المحسن السعدون |      | 14 يناير 1928  | 20 يناير 1929  | مستقل     |              |                            |
|       | محمد أمين زكي      |      | 28 أبريل 1929  | 25 أغسطس 1929  | مستقل     |              |                            |
|       | نوري السعيد        |      | 19 سبتمبر 1929 | 19 مارس 1930   | مستقل     |              |                            |
|       | جعفر العسكري       |      | 23 مارس 1930   | 27 أكتوبر 1932 | مستقل     |              |                            |
|       | رشيد طه الخوجة     |      | 3 نوفمبر 1932  | 18 مارس 1933   | مستقل     |              |                            |
|       | جلال بابان         |      | 20 مارس 1933   | 28 أكتوبر 1933 | مستقل     |              |                            |

### وزراء الدفاع (1933-1958)
- نوري السعيد (1933—1934)
- رشيد طه الخوجة (1934)
- جميل المدفعي (1934—1935)
- رشيد طه الخوجة (1935)
- جعفر العسكري (1935—1936)
- عبد اللطيف نوري (1936—1937)
- جميل المدفعي (1937—1938)
- صبيح نجيب العزي (1938)
- طه الهاشمي (1938—1941)
- ناجي شوكت (1941)
- نظيف الشاوي (1941)
- نوري السعيد (1941—1944)
- تحسين علي (1944)
- أرشد العمري (1944)
- إسماعيل نامق (1944—1946)
- سعيد حقي (1946)
- شاكر الوادي (1946—1948)
- أرشد العمري (1948)
- صادق البصام (1948)
- شاكر الوادي (1948—1949)
- عمر نظمي (1949—1950)
- شاكر الوادي (1950—1952)
- حسام الدين جمعة (1952)
- نور الدين محمود (1952—1953)
- نوري السعيد (1953)
- حسين مكي خماس (1953—1954)
- نوري السعيد (1954—1957)
- أحمد مختار بابان (1957)
- عبد الوهاب مرجان (1957—1958)؟
- نوري السعيد (1957—1958)؟

### وزراء الدفاع (1958-1968)
| الاسم | الاسم              | صورة | مدة عضوية      | مدة عضوية      | حزب سياسي                                               | رئيس | رئيس              |
| ----- | ------------------ | ---- | -------------- | -------------- | ------------------------------------------------------- | ---- | ----------------- |
|       | عبد الكريم قاسم    |      | 14 يوليو 1958  | 8 فبراير 1963  | مستقل                                                   |      | محمد نجيب الربيعي |
|       | صالح مهدي عماش     |      | 8 فبراير 1963  | 10 نوفمبر 1963 | حزب البعث العربي الاشتراكي (حزب البعث العربي الاشتراكي) |      | عبد السلام عارف   |
|       | حردان التكريتي     |      | 10 نوفمبر 1963 | 2 مارس 1964    |                                                         |      | عبد السلام عارف   |
|       | طاهر يحيى          |      | 2 مارس 1964    | 3 سبتمبر 1965  | الاتحاد الاشتراكي العربي                                |      | عبد السلام عارف   |
|       | عارف عبد الرزاق    |      | 6 سبتمبر 1965  | 16 سبتمبر 1965 | الاتحاد الاشتراكي العربي                                |      | عبد السلام عارف   |
|       | عبد العزيز العكيلي |      | 21 سبتمبر 1965 | 18 أبريل 1966  |                                                         |      | عبد السلام عارف   |
|       | شاكر محمود شكري    |      | 18 أبريل 1966  | 17 يوليو 1968  |                                                         |      | عبد الرحمن عارف   |

### وزراء الدفاع (1968-2003)
| الاسم | الاسم                      | صورة | مدة العضوية    | مدة العضوية    | حزب سياسي                | الرئيس | الرئيس         |
| ----- | -------------------------- | ---- | -------------- | -------------- | ------------------------ | ------ | -------------- |
|       | إبراهيم عبد الرحمن داود    |      | 17 يوليو 1968  | 30 يوليو 1968  | مستقل                    |        | أحمد حسن البكر |
|       | حردان التكريتي             |      | 30 يوليو 1968  | أبريل 1970     | حزب البعث (منطقة العراق) |        | أحمد حسن البكر |
|       | حماد شهاب                  |      | أبريل 1970     | 30 يونيو 1973  | حزب البعث (منطقة العراق) |        | أحمد حسن البكر |
|       | عبد الله الخضيري (التمثيل) |      | 30 يونيو 1973  | 11 نوفمبر 1974 | حزب البعث (منطقة العراق) |        | أحمد حسن البكر |
|       | أحمد حسن البكر             |      | 11 نوفمبر 1974 | 15 أكتوبر 1977 | حزب البعث (منطقة العراق) |        | أحمد حسن البكر |
|       | عدنان خير الله             |      | 15 أكتوبر 1977 | 4 مايو 1989    | حزب البعث (منطقة العراق) |        | صدام حسين      |
|       | عبد الجبار شنشل            |      | 4 مايو 1989    | 1990           | حزب البعث (منطقة العراق) |        | صدام حسين      |
|       | سعدي طعمة عباس             |      | 1990           | 1991           | حزب البعث (منطقة العراق) |        | صدام حسين      |
|       | علي حسن المجيد             |      | 1991           | 1995           | حزب البعث (منطقة العراق) |        | صدام حسين      |
|       | سلطان هاشم أحمد            |      | 1995           | 2003           | حزب البعث (منطقة العراق) |        | صدام حسين      |

### وزراء الدفاع (2003-حتى الآن)
| الاسم | الاسم              | صورة | مدة العضوية    | مدة العضوية    | حزب سياسي              | رئيس الوزراء | رئيس الوزراء       |
| ----- | ------------------ | ---- | -------------- | -------------- | ---------------------- | ------------ | ------------------ |
|       | علي علاوي          |      | أبريل 2004     | يونيو 2004     | مستقل                  |              | إياد علاوي         |
|       | حازم الشعلان       |      | يونيو 2004     | 1 يونيو 2005   | المؤتمر الوطني العراقي |              | إياد علاوي         |
|       | سعدون الدليمي      |      | 1 يونيو 2005   | 6 مارس 2006    | مستقل                  |              | إبراهيم الجعفري    |
|       | عبد القادر العبيدي |      | 6 مارس 2006    | 21 ديسمبر 2010 | مستقل                  |              | نوري المالكي       |
|       | نوري المالكي       |      | 21 ديسمبر 2010 | 17 أغسطس 2011  | ائتلاف دولة القانون    |              | نوري المالكي       |
|       | سعدون الدليمي      |      | 17 أغسطس 2011  | أكتوبر 2014    | ائتلاف وحدة العراق     |              | نوري المالكي       |
|       | خالد العبيدي       |      | 18 أكتوبر 2014 | 19 أغسطس 2016  | ائتلاف وحدة العراق     |              | حيدر العبادي       |
|       | عثمان الغانمي      |      | 19 أغسطس 2016  | 30 يناير 2017  |                        |              |                    |
|       | عرفان الحيالي      |      | 30 يناير 2017  | 25 يونيو 2019  |                        |              |                    |
|       | نجاح الشمري        |      | 25 يونيو 2019  | 7 مايو 2020    |                        |              | عادل عبد المهدي    |
|       | جمعة عناد الجبوري  |      | 7 مايو 2020    | 27 أكتوبر 2022 |                        |              | مصطفى الكاظمي      |
|       | ثابت العباسي       |      | 27 أكتوبر 2022 | حتى الآن       |                        |              | محمد شياع السوداني |